# Henrik Petersson
Henrik Petersson (født 6 april 1973 i Uppsala) er en svensk matematiker, matematiklærer og forfatter. Henrik Petersson er docent ved Chalmers tekniska högskola og arbejder som lektor på Hvitfeldtska Gymnasiet i Göteborg. Parallelt med sin undervisning på Hvitfeldtska gymnasiet driver han også et internetkursus for matematikinteresserede gymnasieelever. Siden problemnet.n.nu er finansieret af midler fra fonden solstickan.

## Biografi
Henrik Petersson blev doktor i matematik 2001. År 2010 tog han gymnasielærereksamen. År 2010 tog han gymnasielærereksamen.
Mellem 2005 og 2008 udgav Henrik Petersson tolv forskellige forskningsartikler og tekster indenfor matematik.
Petersson er mest kendt for sin bog “Problemlösningens grunder”, som bruges i hans undervisning på Hvitfeldtska gymnasiet.
År 2019 udgav Petersson to bøger med titlerna Avancera I og Avancera II.

## Ydeevne som lærer
Flere af hans studerende har opnået stor succes i internationale matematikkonkurrencer.